# Polyrhachis splendens
Polyrhachis splendens är en myrart som beskrevs av Santschi 1932. Polyrhachis splendens ingår i släktet Polyrhachis och familjen myror. Inga underarter finns listade i Catalogue of Life.